# 全米ゴルフ協会
全米ゴルフ協会（ぜんべいゴルフきょうかい、英語: United States Golf Association、略称：USGA）は、アメリカの国内ゴルフを統括する団体である。R&Aと同じく、USGA独自のハンデキャップシステムを持つ。また、全米オープンをはじめとする13の選手権競技を行っている。

## 主催競技

### オープン競技
- 全米オープン
- 全米女子オープン
- 全米シニアオープン
- 全米シニア女子オープン

いずれもオープン競技あり、共にメジャー大会となっている。また、テレビ中継は2026年までがNBCで伝統的に中継されている。

### アマチュア競技
- 全米男子アマチュアゴルフ選手権
- 全米女子アマチュアゴルフ選手権

この大会はアマチュア選手のみ参加できる。
- 全米男子ジュニアアマチュアゴルフ選手権
- 全米女子ジュニアアマチュアゴルフ選手権

この大会はジュニアでアマチュアのみ参加できる。
- 全米シニアアマチュアゴルフ選手権（男女）
- 全米ミッドアマチュアゴルフ選手権（男女）
- 全米アマチュアフォアボール（男女）

2015年の第1回女子大会で日系人の光永りん子とミカ・リューのペアが優勝した。
- USGA男子州対抗チームゴルフ選手権
- USGA女子州対抗チームゴルフ選手権

廃止された大会
- 全米アマチュアパブリックリンクス（男女）

### 国際チーム競技
- ウォーカーカップ（R&A共催）
- カーティスカップ（R&A共催、2016年大会まではLGU共催）